# Camps Elysees River
Die Grand Riviére ist ein Fluss im Norden von Dominica im Parish Saint John. Er entspringt am Südhang des Morne Destinée auf ca. 300 m über dem Meer und fließt nach Süden. Er hat zwei kleinere Zuflüsse und mündet bei Dos d'Âne in den Blenheim River.
Der Fluss ist nur ca. 1,5 km lang, seine Quellen liegen an der Wasserscheide nach Westen. Die Quellen des Barry River, die teilweise nur durch schmale Berggrate getrennt sind, entwässern nach Westen zum Karibischen Meer. Im Unterlauf verläuft der Camps Elysees River streckenweise parallel zum Grand Riviére.